# 정경운
정경운(鄭慶雲, 1556년 ~ 1610년)은 조선 중기의 유학자, 의병장이다. 본관은 진주(晋州), 자는 덕옹(德顒), 호는 고대(孤臺)이다.
임진왜란(壬辰倭亂) 당시 함양(咸陽)에서 의병을 일으켜 관군을 도와 왜병과 싸웠으며, 초유사 김성일과 함께 진주성 전투에도 참전하였다.
왜란 당시의 의병 활동을 기록한 일기 《고대일록》(孤臺日錄)을 남겼다.

## 같이 보기
- 고대일록